# OpenCart
OpenCart  — платформа электронной коммерции, ориентированная на создание интернет-магазинов. Является свободным программным обеспечением, распространяемым по лицензии GNU General Public License v3. Системой «OpenCart» поддерживаются дополнения - модули и шаблоны.
«OpenCart» создан и поддерживается Даниэлем Керром в репозитории GitHub. Программное обеспечение написано на языке программирования PHP, а в архитектуре использован шаблон проектирования MVC.

## История
E-commerce platform «OpenCart» была написана в 1998 году Кристофером Манном для Walnut Creek CDROM. Первый публичный релиз состоялся 11 мая 1999 года. Разработанный на языке Perl, изначально проект развивался слабо и окончательно был заброшен в 2000 году, когда Манн заявил, что он больше не может развивать OpenCart, так как у него есть другие обязательства.
Вторую жизнь система обрела благодаря британскому разработчику Дэниэлу Керру, который использовал наработки Манна для создания своего собственного движка на PHP. Первый релиз обновлённого OpenCart состоялся 10 февраля 2009 года — Керр выложил свою систему на Google Code под индексом 1.1.1
В сентябре 2014 года OpenCart стал самым популярным решением для интернет-коммерции в Китае, а по состоянию на август 2015 года на OpenCart работало 6,42 % всех интернет-магазинов мира. По этому показателю OpenCart стал третьим в мире, в след за от WordPress WooCommerce и Magento и опередив OSCommerce, ZenCart и Shopify.
В октябре 2014 года вышла версия 2.0, основными отличиями которой от версии 1.5 стали: HTML5; Адаптивный дизайн на Twitter Bootstrap; Иконки и шрифты Font Awesome; Установщик модулей; Встроенный модификатор ocmod вместо популярного стороннего модуля vqmod в предыдущих версиях; Увеличена команда разработчиков и тестировщиков:
В июне 2017 года вышла версия 3.0, главными нововведениями которой стали: переход на Twig в качестве шаблонизатора; Внедрение внутреннего магазина дополнений, доступного прямо в административной панели; Реализация языковых префиксов для полноценной поддержки многоязычности (до версии 3.0 страницы индексировались исключительно на том языке, который указан в настройках системы как основной, даже если в системе добавлено несколько дополнительных языков).